# Sergio Allievi
Sergio Allievi (* 17. Januar 1964 in Essen) ist ein ehemaliger deutscher Fußballspieler.

## Laufbahn
Allievi begann seine Karriere als Profi-Fußballer in der 2. Bundesliga bei der SG Wattenscheid 09, für die er bereits in der Jugend aktiv gewesen war. Nachdem er in seiner zweiten Saison 14 Tore geschossen hatte, wechselte der Deutsch-Italiener 1986 in die Bundesliga zum 1. FC Kaiserslautern, bei dem er sich einen Stammplatz erkämpfte und in seinen ersten beiden Jahren zwölf Treffer erzielte. In den folgenden zwei Spielzeiten erzielte er jedoch lediglich zwei weitere Ligatore. 1990 gewann er mit Kaiserslautern den DFB-Pokal. Im Finale gegen Werder Bremen wurde Allievi allerdings nicht eingesetzt.
Im Sommer 1990 wechselte er als einer der ersten westdeutschen Spieler in die DDR. Mit dem amtierenden Double-Gewinner Dynamo Dresden erreichte er das Viertelfinale des Europapokals der Landesmeister 1990/91, in dem man gegen den späteren Sieger Roter Stern Belgrad ausschied, und qualifizierte sich in der Oberliga-Saison 1990/91 als Vizemeister für die Bundesliga. Nach seinem zweiten Jahr in Dresden – einer Saison im Fußballoberhaus, in dem er zumeist nur als Einwechselspieler zum Zuge kam – verließ er Dynamo und unterschrieb beim Zweitliga-Aufsteiger SpVgg Unterhaching, mit dem es ihm allerdings nicht gelang, die Klasse zu halten.
Infolgedessen unterschrieb Allievi in der damals drittklassigen Oberliga-Nordrhein bei Fortuna Düsseldorf. Ihm gelang mit der Fortuna in der Saison 1993/94 die direkte Rückkehr in die 2. Bundesliga. In der darauffolgenden Spielzeit machte Düsseldorf den Durchmarsch perfekt und stieg in die Bundesliga auf. Allievi blieb jedoch in der 2. Liga und wechselte zurück zur SG Wattenscheid 09, mit der er 1996 in die Regionalliga West/Südwest abstieg. Nach dem Wiederaufstieg 1997 und dem erneuten Abstieg 1999 beendete Allievi seine Profikarriere im Jahr 2000 in der Regionalliga.
Nach seiner fußballerischen Laufbahn arbeitete Allievi im Alfried Krupp Krankenhaus in Essen-Rüttenscheid.

### Erfolge
- DFB-Pokalsieger: 1990
- Aufstieg in die Bundesliga: 1994/95
- Aufstieg in die 2. Bundesliga: 1993/94, 1996/97

### Statistik
- Bundesliga: 129 Spiele, 15 Tore
- 2. Bundesliga: 182 Spiele, 33 Tore
- DDR-Oberliga: 18 Spiele, 3 Tore
- Regionalliga West/Südwest: 33 Spiele, 11 Tore
- Oberliga Nordrhein: 13 Spiele, 3 Tore